# Krzepczów
Krzepczów – zniesiona wieś w Polsce położona w województwie łódzkim, w powiecie piotrkowskim, w gminie Grabica.
Nazwę wsi zniesiono z 2025 r.. W latach 1975–1998 miejscowość administracyjnie należała do województwa piotrkowskiego.

## Zabytki
Według rejestru zabytków Narodowego Instytutu Dziedzictwa na listę zabytków wpisany jest obiekt:
- kościół parafialny św. Wojciecha z XVIII w., nr rej.: 161-IX-7 z 7.07.1948 i z 24.01.1962 oraz 185 z 16.09.1967